# Elecciones generales de Tanzania de 1995
Las elecciones generales de Tanzania de 1995 contemplaron la renovación de 232 de los 275 escaños parlamentarios, a través de un sistema de elección mixto. Al mismo tiempo, se eligió Presidente de la República. Se llevaron a cabo el 29 de octubre de 1995. También se escogió al Presidente de Zanzíbar, una elección de una región semiautónoma, que también escoge su propia Cámara de Representantes.

## Sistema electoral

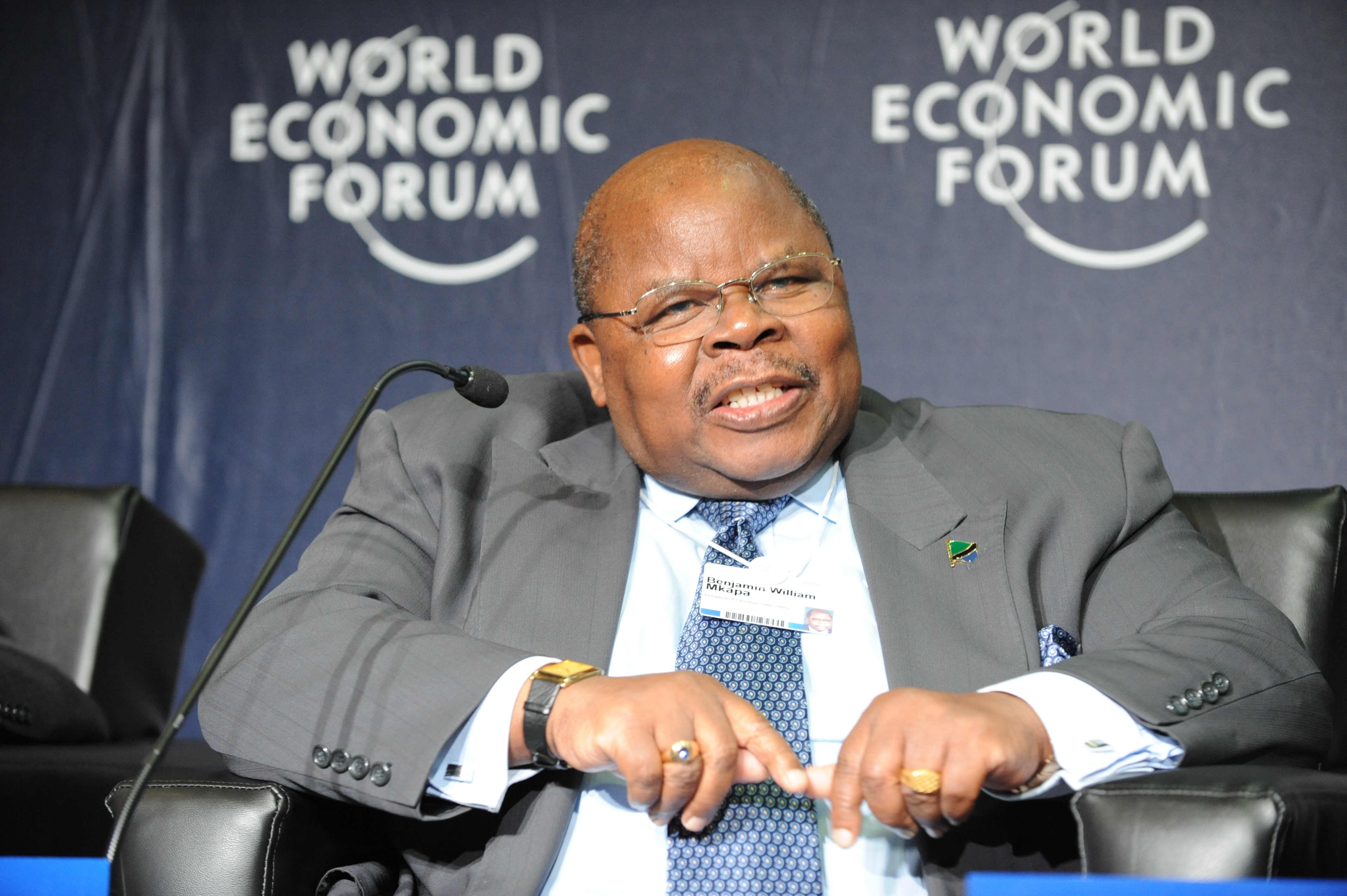
Presidente Benjamin William Mkapa, reelecto en 2000.

El sistema electoral utilizado en Tanzania es similar al de los demás países que formaron parte de la colonia británica de naciones africanas. Todo el país está demarcado por circunscripciones y distritos electorales. Cada circunscripción elige a su representante al parlamento, es uninominal (solo se elige 1 por circunscripción). Cada distrito elige un concejal para que le represente en el Consejo Regional.
El candidato presidencial debe ser oriundo de una parte de la República y su compañero de lista, candidato a la vicepresidencia, debe ser de otra parte de la República Unida de Tanzania. Es elegido cada 5 años por voto directo y popular. El candidato escogido debe superar el 50% de los votos para ser declarado Presidente junto a su vicepresidente. De no tener esta mayoría absoluta se realizará un balotaje o segunda vuelta electoral entre las dos primeras mayorías relativas.
Tanzania también tiene un sistema de representación proporcional de acuerdo a los votos. En las elecciones legislativas, hay asientos especiales para mujeres. También hay 5 miembros que provienen de la Cámara de Representantes de Zanzíbar, una región semiautónoma de Tanzania. Finalmente, forman parte de la Asamblea Nacional el fiscal general y 10 personas nombradas por el Mandatario.

## Antecedentes electorales
Las elecciones de octubre de 1995 marcaron el fin de la democracia unipartidista, parlamentaria y presidencial, donde el Partido de la Revolución (CCM) era el único partido político legal en Tanzania. Al igual que en las elecciones municipales de 2004, estos comicios se rigieron por la Ley de Elecciones de 1985 modificada en 1992 respecto a la Ley de Partidos Políticos que permitió la existencia legal de otras actividades partidistas además del oficialismo.
Al igual que en el tiempo del unipartidismo, la Comisión Electoral Nacional (NEC) tenía a cargo el proceso eleccionario. Dado que el presidente en ejercicio era del Partido de la Revolución (CCM), las demás colectividades políticas que se inscribían desconfiaban del proceso. El NEC financió las elecciones a través de subvenciones del gobierno, así como los fondos de los donantes en apoyo al proceso electoral multipartidista. El costo total de estas elecciones fue de US$ 68.000.
Los partidos registrados en las municipales previas se inscribieron para las elecciones legislativas, 13 en total. En estos comicios el NEC dividió el país en distritos electorales: 182 en el continente y 50 en Zanzíbar, arrojando un total de 232 escaños elegidos por voto directo, uninominal. 
El gobierno, las ONG y varias organizaciones religiosas se comprometieron a trabajar en la educación de los votantes. La escasez de los fondos del NEC no permitía a este organismo cumplir con esta función. Una gran cantidad de organizaciones nacionales se preparaban para servir como observadores electorales. Además de ellos, varias misiones internacionales llegaron para velar por el libre proceso.

## Resultados electorales

### Presidenciales
|  | 61,82 % |

|  | 27,77 % |

|  | 6,43 % |

|  | 3,97 % |

|  | 92,13 % |

|  | 4,87 % |

|  | 100,00 % |

|  | 76,67 % |

### Asamblea Nacional
|  | 59,22 % |

|  | 21,83 % |

|  | 6,16 % |

|  | 5,02 % |

|  | 3,32 % |

|  | 1,19 % |

|  | 0,94 % |

|  | 0,64 % |

|  | 0,43 % |

|  | 0,41 % |

|  | 0,31 % |

|  | 0,28 % |

|  | 0,24 % |

|  | 94,80 % |

|  | 5,20 % |

|  | 100,00 % |

|  | 80,87 % |

## Provincia de Zanzíbar
A raíz de la reforma constitucional de 1992 en Zanzíbar también entró en vigencia el sistema multipartidista de gobierno, y la promulgación del Parlamento de la Unión, por primera vez se celebrarían elecciones libres desde 1963. En julio de 1995 el presidente de Zanzíbar disolvió su Cámara de Representantes para convocar a las nuevas elecciones. Los partidos políticos habían ya completado las designaciones de sus candidatos en varios distritos electorales y quienes les representarían en la carrera por la Presidencia de la provincia semiautónoma de Zanzíbar.
Zanzíbar elige a su propio Presidente quien es la cabeza de estado para los asuntos internos de la isla y es elegido por voto popular por espacio de 5 años. El poder legislativo local reside en la Cámara de Representantes, con 50 escaños elegidos por voto universal, elegidos cada 5 años, que general leyes especiales para las islas.

### Resultados electorales de Zanzíbar

#### Presidenciales
|  | 50,24 % |

|  | 49,76 % |

|  | 98,53 % |

|  | 1,47 % |

|  | 100,0 % |

|  | 95,69 % |

#### Cámara de Representantes
|  | 50,08 % |

|  | 49,32 % |

|  | 0,40 % |

|  | 0,15 % |

|  | 0,04 % |

|  | 0,02 % |

|  | 99,34 % |

|  | 0,66 % |

|  | 100,00 % |

|  | 91,27 % |